# Бриџертон
Бриџертон (енгл. Bridgerton) америчка је телевизијска серија коју је створио Крис ван Дузен за Netflix. Темељи се на истоименом серијалу романа Џулије Квин. Радња се врти око истоимене породице Бриџертон и смештена је у регентски период Лондона током друштвене сезоне у којој деца племства и велепоседника постају део друштва.
Премијера је приказана 25. децембра 2020. Добила је углавном позитивне рецензије критичара. Била је најгледанија серија у 92 државе у којима је доступан Netflix. Такође је била најгледанија серија у САД током три седмице након премијере, према истраживању које је спровео Nielsen Media Research. Са 625,49 милиона прегледаних сати, постала је најгледанија серија на енглеском језику коју је приказао Netflix, све док друга сезона није оборила рекорд, која је имала више од 656,16 милиона прегледаних сати.
Друга сезона је најављена у јануару 2021, пре почетка приказивања прве. У априлу 2021. наручена је трећа и четврта сезона.

## Радња
Осморо блиских браће и сестара породице Бриџертон тражи љубав и срећу међу лондонском елитом.

### Породично стабло Бриџертон
|                            |                            |                            |                            |                            |                            |  |  |          |          |          |          |          |          |  |  |       |       |       |       |       |       |  |  | Едмунд † 8. виконт Бриџертон | Едмунд † 8. виконт Бриџертон | Едмунд † 8. виконт Бриџертон | Едмунд † 8. виконт Бриџертон | Едмунд † 8. виконт Бриџертон | Едмунд † 8. виконт Бриџертон |  |  | Вајолет грофица виконтеса Бриџертон | Вајолет грофица виконтеса Бриџертон | Вајолет грофица виконтеса Бриџертон | Вајолет грофица виконтеса Бриџертон | Вајолет грофица виконтеса Бриџертон | Вајолет грофица виконтеса Бриџертон |  |  |           |           |           |           |           |           |  |  |         |         |         |         |         |         |  |  |          |          |          |          |          |          |
|                            |                            |                            |                            |                            |                            |  |  |          |          |          |          |          |          |  |  |       |       |       |       |       |       |  |  | Едмунд † 8. виконт Бриџертон | Едмунд † 8. виконт Бриџертон | Едмунд † 8. виконт Бриџертон | Едмунд † 8. виконт Бриџертон | Едмунд † 8. виконт Бриџертон | Едмунд † 8. виконт Бриџертон |  |  | Вајолет грофица виконтеса Бриџертон | Вајолет грофица виконтеса Бриџертон | Вајолет грофица виконтеса Бриџертон | Вајолет грофица виконтеса Бриџертон | Вајолет грофица виконтеса Бриџертон | Вајолет грофица виконтеса Бриџертон |  |  |           |           |           |           |           |           |  |  |         |         |         |         |         |         |  |  |          |          |          |          |          |          |
|                            |                            |                            |                            |                            |                            |  |  |          |          |          |          |          |          |  |  |       |       |       |       |       |       |  |  |                              |                              |                              |                              |                              |                              |  |  |                                     |                                     |                                     |                                     |                                     |                                     |  |  |           |           |           |           |           |           |  |  |         |         |         |         |         |         |  |  |          |          |          |          |          |          |
|                            |                            |                            |                            |                            |                            |  |  |          |          |          |          |          |          |  |  |       |       |       |       |       |       |  |  |                              |                              |                              |                              |                              |                              |  |  |                                     |                                     |                                     |                                     |                                     |                                     |  |  |           |           |           |           |           |           |  |  |         |         |         |         |         |         |  |  |          |          |          |          |          |          |
| Ентони 9. виконт Бриџертон | Ентони 9. виконт Бриџертон | Ентони 9. виконт Бриџертон | Ентони 9. виконт Бриџертон | Ентони 9. виконт Бриџертон | Ентони 9. виконт Бриџертон |  |  | Бенедикт | Бенедикт | Бенедикт | Бенедикт | Бенедикт | Бенедикт |  |  | Колин | Колин | Колин | Колин | Колин | Колин |  |  | Дафни                        | Дафни                        | Дафни                        | Дафни                        | Дафни                        | Дафни                        |  |  | Елоиз                               | Елоиз                               | Елоиз                               | Елоиз                               | Елоиз                               | Елоиз                               |  |  | Франческа | Франческа | Франческа | Франческа | Франческа | Франческа |  |  | Грегори | Грегори | Грегори | Грегори | Грегори | Грегори |  |  | Хајасинт | Хајасинт | Хајасинт | Хајасинт | Хајасинт | Хајасинт |

## Улоге

### Главне
- Ађоа Андо као леди Данбери
- Лорејн Ешборн као госпођа Варли
- Џонатан Бејли као Ентони, 9. виконт Бриџертон
- Руби Баркер као Марина, леди Крејн (девојачко Томпсон) (1. сезона; гостујућа у 2. сезони)
- Сабрина Бартлет као Сијена Росо (1. сезона)
- Харијет Кејнс као Филипа Финч (девојачко Федерингтон)
- Беси Картер као Пруденс Федерингтон
- Никола Кохлан као Пенелопи Федерингтон
- Фиби Диневор као Дафни Басет, војвоткиња од Хејстингса (девојачко Бриџертон)
- Рут Гемел као Вајолет
- Флоренс Хант као Хајасинт Бриџертон
- Клаудија Џеси као Елоиз Бриџертон
- Бен Милер Арчибалд, барон (1. сезона)
- Лук Њутон као Колин Бриџертон
- Реге-Жан Пејџ као Сајмон Басет, војвода од Хејстингса (1. сезона)[11]
- Голда Рошевел као краљица Шарлота
- Руби Стокс (1—2. сезона) и Хана Дод (3. сезона) као Франческа Бриџертон
- Лук Томпсон као Бенедикт Бриџертон
- Вил Тилсон као Грегори Бриџертон
- Поли Вокер као Порша, грофица-бароница Федерингтон
- Џули Ендруз као глас леди Вислдаун
- Симон Ешли као Кетани „Кејт”, виконтеса Бриџертон (девојачко Шарма) (2. сезона)
- Чаритра Чандран као Едвина Шарма (2. сезона)
- Шели Кон као леди Мери Шарма (девојачко Шефилд) (2. сезона)
- Руперт Јанг као Џек, барон Федерингтон (2. сезона)
- Мартинс Имхангбе као Вил Мондрич (2. сезона; споредна улога у 1. сезони)
- Калам Линч као Тео Шарп (2. сезона)

### Споредне
- Моли Макглин као Роуз Нолан
- Џоана Бобин као леди Каупер
- Џесика Мадсен као Кресида Каупер
- Џејсон Барнет као Џефриз
- Хју Закс као Бримсли
- Џералдин Александер као госпођа Вилсон
- Кетрин Дрисдејл као Џеневив Делакроа
- Сајмон Ладерс као Хамболт
- Џулијан Овенден као сер Хенри Гранвил
- Оли Хигинсон као лакај Џон

### Гостујуће
- Џејми Бимиш као Најџел, барон Бербрук
- Керолајн Квентин као леди Бембрук
- Фреди Строма као принц Фридрих од Пруске
- Ејми Бет Хејз као леди Троубриџ
- Џејмс Флит као Џорџ
- Селин Бакенс као Кити Лангам
- Крис Фултон као сер Филип Крејн
- Дафни ди Чинто као Сара, војвоткиња од Хејстингса
- Ричард Пепле као војвода од Хејстингса
- Пипа Хејвуд као госпођа Колсон
- Ема Наоми као Алис Мондрил
- Ентони Хед као лорд Шефилд
- Шобу Капур као леди Шефилд
- Руперт Еванс као Едмунд, 8. виконт Бриџертон

## Епизоде

### Преглед серије
| Сезона | Сезона | Епизоде | Епизоде       | Оригинална објава  | Оригинална објава  |
| ------ | ------ | ------- | ------------- | ------------------ | ------------------ |
|        | 1.     | 8       | 8             | 25. децембар 2020. | 25. децембар 2020. |
|        | 2.     | 8       | 8             | 25. март 2022.     | 25. март 2022.     |
|        | 3.     | 8       | 4             | 16. мај 2024.      | 16. мај 2024.      |
| 4      | 3.     | 8       | 13. јун 2024. | 13. јун 2024.      |                    |

### 1. сезона (2020)
| Бр. еп. (укупно) | Бр. еп. (у сезони) | Наслов               | Редитељ          | Сценариста              | Премијера          |
| ---------------- | ------------------ | -------------------- | ---------------- | ----------------------- | ------------------ |
| 1                | 1                  | Дијамант прве воде   | Џули Ен Робинсон | Крис ван Дузен          | 25. децембар 2020. |
| 2                | 2                  | Шок и усхит          | Том Верика       | Џенет Лин               | 25. децембар 2020. |
| 3                | 3                  | Умеће губљења свести | Том Верика       | Лејла Кохан Мичо        | 25. децембар 2020. |
| 4                | 4                  | Питање части         | Шери Фолксон     | Аби Макдоналд           | 25. децембар 2020. |
| 5                | 5                  | Војвода и ја         | Шери Фолксон     | Џој Си Мичел            | 25. децембар 2020. |
| 6                | 6                  | Фијук                | Џули Ен Робинсон | Сара Долард             | 25. децембар 2020. |
| 7                | 7                  | Раздвојени океанима  | Алрик Рајли      | Џеј Рос и Аби Макдоналд | 25. децембар 2020. |
| 8                | 8                  | После кише           | Алрик Рајли      | Крис ван Дузен          | 25. децембар 2020. |

### 2. сезона (2022)
| Бр. еп. (укупно) | Бр. еп. (у сезони) | Наслов                  | Редитељ     | Сценариста                   | Премијера      |
| ---------------- | ------------------ | ----------------------- | ----------- | ---------------------------- | -------------- |
| 9                | 1                  | Развратник с великим Р  | Триша Брок  | Крис ван Дузен               | 25. март 2022. |
| 10               | 2                  | Трке и путовање         | Триша Брок  | Данијел Робинсон             | 25. март 2022. |
| 11               | 3                  | Пчеле и опседнутост     | Алекс Пилај | Сара Л. Томпсон              | 25. март 2022. |
| 12               | 4                  | Победа                  | Алекс Пилај | Крис ван Дузен и Џес Браунел | 25. март 2022. |
| 13               | 5                  | Незамислива судбина     | Том Верика  | Аби Макдоналд                | 25. март 2022. |
| 14               | 6                  | Избор                   | Том Верика  | Лу-Лу Игбокве                | 25. март 2022. |
| 15               | 7                  | Склад                   | Шерил Дани  | Оливер Голдстик              | 25. март 2022. |
| 16               | 8                  | Виконт који ме је волео | Шерил Дани  | Џес Браунел                  | 25. март 2022. |

### 3. сезона (2024)
| Део 1 |   |                    |            |                      |               |
| 17    | 1 | У центру оажње     | Триша Брок | Џес Браунел          | 16. мај 2024. |
| 18    | 2 | Месечина           | Триша Брок | Сара Л. Томпсон      | 16. мај 2024. |
| 19    | 3 | Силе природе       | Ендру Ан   | Илај Вилсон Пелтон   | 16. мај 2024. |
| 20    | 4 | Стари пријатељи    | Ендру Ан   | Лорен Гамбл          | 16. мај 2024. |
| Део 2 |   |                    |            |                      |               |
| 21    | 5 | Тик-так            | Бил Вудраф | Азја Сквире          | 13. јун 2024. |
| 22    | 6 | Господин Бриџертон | Бил Вудраф | Анабела Худ          | 13. јун 2024. |
| 23    | 7 | Венчање            | Том Верика | Гитка Тандон Лизарди | 13. јун 2024. |
| 24    | 8 | Разоткривање       | Том Верика | Данијел Робинсон     | 13. јун 2024. |